# Toyo Kogyo Soccer Club 1967
Questa voce raccoglie le informazioni riguardanti il Toyo Kogyo Soccer Club nelle competizioni ufficiali della stagione 1967.

## Stagione
Nella stagione 1967 il Toyo Kogyo continuò a confermarsi migliore squadra del Giappone sconfiggendo dapprima il Furukawa Electric in campionato e, in seguito, prevalendo in Coppa dell'Imperatore grazie a una vittoria di misura sul Mitsubishi Heavy Industries.

## Rosa
| N. |                     | Ruolo | Calciatore        |
| -- | ------------------- | ----- | ----------------- |
| 1  | Giappone (bandiera) | P     | Kōji Funamoto     |
| 2  | Giappone (bandiera) | D     | Yosuke Niwa       |
| 3  | Giappone (bandiera) | D     | Hiroyuki Kuwahara |
| 4  | Giappone (bandiera) | D     | Kazuo Imanishi    |
| 5  | Giappone (bandiera) | D     | Michihiro Ozawa   |
| 6  | Giappone (bandiera) | C     | Yoshinobu Ishii   |
| 7  | Giappone (bandiera) | A     | Ryuzo Okamitsu    |
| 8  | Giappone (bandiera) | A     | Yasuyuki Kuwahara |
| 9  | Giappone (bandiera) | C     | Aritatsu Ogi      |

| N. |                     | Ruolo | Calciatore       |
| -- | ------------------- | ----- | ---------------- |
| 10 | Giappone (bandiera) | C     | Takayuki Kuwata  |
| 11 | Giappone (bandiera) | A     | Ikuo Matsumoto   |
| 12 | Giappone (bandiera) | D     | Hiromi Tanimura  |
| 14 | Giappone (bandiera) | C     | Teruo Nimura     |
| 15 | Giappone (bandiera) | D     | Hiroshi Yoshida  |
| 17 | Giappone (bandiera) | C     | Kenzō Ōhashi     |
| 20 | Giappone (bandiera) | C     | Haruo Oshima     |
|    | Giappone (bandiera) | D     | Takeshi Ōno      |
|    | Giappone (bandiera) | D     | Tsuyoshi Kunieda |

## Statistiche

### Statistiche di squadra
| Competizione          | Punti | Totale | Totale | Totale | Totale | Totale | Totale | DR  |
| Competizione          | Punti | G      | V      | N      | P      | Gf     | Gs     | DR  |
| --------------------- | ----- | ------ | ------ | ------ | ------ | ------ | ------ | --- |
| Japan Soccer League   | 22    | 14     | 10     | 2      | 2      | 37     | 16     | +21 |
| Coppa dell'Imperatore | -     | 3      | 3      | 0      | 0      | 8      | 1      | +7  |
| Totale                | -     | 17     | 13     | 2      | 0      | 45     | 17     | +28 |

### Statistiche dei giocatori
| Giocatore    | JSL      | JSL  | JSL         | JSL        | Coppa dell'Imperatore | Coppa dell'Imperatore | Coppa dell'Imperatore | Coppa dell'Imperatore | Totale   | Totale | Totale      | Totale     |
| Giocatore    | Presenze | Reti | Ammonizioni | Espulsioni | Presenze              | Reti                  | Ammonizioni           | Espulsioni            | Presenze | Reti   | Ammonizioni | Espulsioni |
| ------------ | -------- | ---- | ----------- | ---------- | --------------------- | --------------------- | --------------------- | --------------------- | -------- | ------ | ----------- | ---------- |
| K. Funamoto  | 14       | -16  | 0           | 0          | ?                     | ?                     | ?                     | ?                     | 14+      | -16+   | 0+          | 0+         |
| T. Kunieda   | 13       | 0    | 0           | 0          | ?                     | ?                     | ?                     | ?                     | 13+      | 0+     | 0+          | 0+         |
| Y. Kuwahara  | 13       | 11   | 0           | 0          | ?                     | ?                     | ?                     | ?                     | 13+      | 11+    | 0+          | 0+         |
| T. Kuwata    | 14       | 9    | 0           | 0          | ?                     | ?                     | 0                     | 0                     | 14+      | 9+     | 0           | 0          |
| K. Imanishi  | 14       | 0    | 0           | 0          | ?                     | ?                     | 0                     | 0                     | 14+      | 0+     | 0           | 0          |
| Y. Ishii     | 5        | 0    | 0           | 0          | ?                     | ?                     | 0                     | 0                     | 5+       | 0+     | 0           | 0          |
| I. Matsumoto | 13       | 0    | 0           | 0          | ?                     | ?                     | 0                     | 0                     | 13+      | 0+     | 0           | 0          |
| Y. Niwa      | 14       | 0    | 0           | 0          | 3                     | 0                     | 0                     | 0                     | 17       | 0      | 0           | 0          |
| T. Nimura    | 11       | 0    | 0           | 0          | ?                     | ?                     | 0                     | 0                     | 11+      | 0+     | 0           | 0          |
| A. Ogi       | 12       | 5    | 0           | 0          | ?                     | ?                     | 0                     | 0                     | 12+      | 5+     | 0           | 0          |
| R. Okamitsu  | 14       | 0    | 0           | 0          | ?                     | ?                     | 0                     | 0                     | 14+      | 0+     | 0           | 0          |
| T. Ono       | 11       | 0    | 0           | 0          | ?                     | ?                     | 0                     | 0                     | 11+      | 0+     | 0           | 0          |
| H. Oshima    | 2        | 0    | 0           | 0          | ?                     | ?                     | 0                     | 0                     | 2+       | 0+     | 0           | 0          |
| M. Ozawa     | 14       | 0    | 0           | 0          | ?                     | ?                     | 0                     | 0                     | 14+      | 0+     | 0           | 0          |